# Rio Piraquara
O rio Piraquara é um curso de água do estado do Paraná.